# Nute Gunray
Personnage de fiction apparaissant dans
Star Wars.
Nute Gunray est un personnage de Star Wars créé pour la deuxième trilogie de la saga. Originaire de Cato Neimodia, ce neimodien est vice-roi de la Fédération du Commerce dans les films dans lesquels il apparaît.
Dans La Menace fantôme, il s'agit de l'antagoniste le plus présent. Il lance le blocus de Naboo, guidé dans l'ombre par le Sith Dark Sidious et temporairement secondé de l'apprenti du Sith, Dark Maul. Il rejoint ensuite le Conseil séparatiste du comte Dooku, le second apprenti de Dark Sidious, et assiste au commencement de la guerre des clones à Géonosis dans L'Attaque des clones. Il est enfin tué dans La Revanche des Sith à la fin de cette guerre à Mustafar, lorsque le nouvel apprenti de Dark Sidious, Dark Vador, est envoyé par son maître massacrer les dirigeants séparatistes.

## Biographie

### Univers officiel

#### Blocus de Naboo
Vice-roi de la Fédération du Commerce, Nute Gunray est contacté par le mystérieux Sith Dark Sidious (qui n'est autre que le sénateur Palpatine de Naboo) en 32 av. BY. Le Sith manipule alors Gunray pour l'amener à superviser le blocus de Naboo illégalement. Le neimodien envoie ensuite son armée envahir Naboo. Nute Gunray décide d'orchestrer le blocus de Naboo lorsqu'il apprend que le Sénat décide de taxer les zones éloignées où la Fédération du Commerce s'enrichit. Lorsque des Jedi sont envoyés par la République en ambassadeurs, Dark Sidious convainc Gunray de tenter de les tuer, mais il échoue.

#### Guerre des clones
Gunray se rapproche de la CSI et devient membre du Conseil séparatiste. Il fournit l'organisation en droïdes de combat et donne un grand avantage à son camp au début de la guerre des clones.
Alors que le Conseil séparatiste est réuni à Mustafar, le nouveau Sith Dark Vador arrive. Il tue alors tous les membres. Nute Gunray est la dernière victime du massacre. Alors qu'il s'attend depuis le début de son partenariat avec Dark Sidious à un titre respectable dans l'Empire galactique que ce dernier s'apprête à fonder, Dark Sidious le trahit ainsi en le faisant tuer.

### Univers Légendes

#### Avant la guerre des clones
Nute Gunray fait partie du conseil d'administration de la Fédération du Commerce quand les quatre autres membres du conseil sont tués. Il peut alors diriger librement la Fédération pour le compte de Dark Sidious. Pour protester contre la taxation des routes en Bordure votée par le Sénat, il fait rassembler une flotte composée de vaisseaux commerciaux de la Fédération et, suivant Sidious, ordonne le blocus de Naboo.
Pendant le blocus, la reine de Naboo, Padmé Amidala, réussit à reprendre avec une équipe de soldats le palais royal de Naboo, où se trouve alors Gunray. Sans droïdes pour le défendre, il doit se rendre aux naboo et renoncer à l'invasion. Toutefois, il paye rapidement pour être libéré, ce qui lui permet de rester vice-roi de la Fédération du Commerce

## Concept et création
Nute Gunray est interprété dans la prélogie par le britannique Silas Carson, qui joue aussi le Jedi Ki-Adi Mundi dans la même trilogie.

### Hypothèses
George Lucas ne révèle pas l'origine du nom de Nute Gunray, mais certains fans tentent de la trouver. Ils en viennent au croisement de deux probable origines : une déformation du nom Newt Gingrich, un politicien, et, pour le nom de famille Gunray, une inversion de l'ordre des syllabes du nom de Reagan, président américain. Le nom de Nute Gunray n'est d'ailleurs pas le seul nom de neimodien avec une origine politique. En effet, celui de l'un de ses collègues, Lott Dod, vient de celui de l'Américain Trent Lott.
Le site CBR.com ajoute par ailleurs que le nom de famille « Gunray » est « composé non pas d'une, mais de deux armes mortelles ». Le site fait alors allusion aux mots « gun » et « ray ».

## Accueil
Bien qu'il soit parfois considéré comme l'un des meilleurs personnages de La Revanche des Sith (il montre mieux la malice de Sidious et complexifie l'intrigue) par Screen Rant, Nute Gunray est d'autres fois considéré comme égoïste et pathétique (il enchaîne des échecs et apparaît de moins en moins). Son assistant Rune Haako se retrouve aussi dans la même situation de pion de Sidious au lieu d'être un antagoniste avec une réelle personnalité. Dans l'ensemble, Nute Gunray et sa Fédération du Commerce sont généralement considérés comme de simples pions du plan de Dark Sidious,.
Le site CBR.com souligne que Nute Gunray n'interagit pas une seule fois avec Obi-Wan Kenobi. Ainsi, les deux possèdent toutefois d'importants rôles dans la prélogie. Nute Gunray lance le blocus de Naboo dans La Menace fantôme puis apparaît, quoique moins, dans les deux films suivants. Obi-Wan Kenobi forme Anakin Skywalker. Ils rencontrent tous deux plusieurs personnages en commun, mais ne sont étonnamment jamais montrés l'un face à l'autre.

## Analyse
Outre une vision qui peut considérer le personnage comme inutile, il peut être vu différemment. Nute Gunray est ainsi une représentation certes de la corruption mais surtout de l'oligarchie. Son évolution montre aussi que les plus riches obtiennent plus facilement le pouvoir. Il est ainsi possible de considérer que Nute Gunray possède une symbolique politique au-delà de son rôle scénaristique. 
Le personnage de Nute Gunray affuble d'une connotation péjorative les éléments politiques auxquels il se rapporte, mais il est aussi parfois vu comme possédant aussi une dimension raciste. En effet, il est, à l'instar d'autres personnages de la saga comme Watto ou Jar Jar Binks, associé par des spectateurs à des visions racistes de peuples. Dans son cas, Nute Gunray est comparé aux stéréotypes asiatiques,.